# Мамилов, Руслан Израилович
Русла́н Израи́лович Мами́лов (7 ноября 1928, Владикавказ, Северо-Кавказский край — 25 февраля 1993, Грозный) — советский художник и скульптор.

## Биография
Руслан Израилович Мамилов родился 7 ноября 1928 года. По национальности ингуш.
1952 г. — работа в мастерской Народного художника Киргизской ССР О. М. Мануйловой.
1954 г. — работа в художественно-производственных мастерских г. Фрунзе.
В 1956 году поступил в Алма-Атинское художественное училище на скульптурное отделение, в следующем году перевёлся в Тбилисское художественное училище, которое окончил с отличием в 1958 году.
1958 г. — работа в художественно-литейном цехе при мастерских Художественного фонда Грузии.
1960 г. — работа в Художественном фонде Казахской ССР, г. Алма-Ата.
1962 г. — работа в скульптурной мастерской завода дорожных знаков Казахской ССР.
1966 г. — скульптор в мастерских Художественного фонда РСФСР Чечено-Ингушского отделения.
1967 г. — участие в Российской молодёжной выставке «Советский юг» в г. Краснодар.
1968 г. — завершена работа над монументальным памятником «Пожарным», в том же году принят в члены Союза художников СССР.
1970 г. — награждён медалью «За доблестный труд».
1971 г. — избран председателем Правления Союза художников ЧИАССР, в том же году награждён медалью «За трудовую доблесть».
В 1972 году избран делегатом на III съезде художников РСФСР, в следующем году — делегатом IV съезда художников СССР, в 1973 году — избран членом Центральной Ревизионной комиссии правления Союза художников СССР.
В 1990 году присвоено звание «Заслуженный художник ЧИАССР».
Руслан Израилович Мамилов похоронен 25 февраля 1993 г. в селении Эзми Джейрахского района Ингушетии на родовом кладбище ингушского тейпа Мамиловых.

### Семья
Отец — Израил Эстемирович Мамилов. Мать — Нина (Нино) Гудушаури.
Супруга — Фируза Гиреевна Оздоева (31.12.1929 — 27.04.2010), профессор, доктор филологических наук.
Брат — Сулейман Израилович Мамилов (08.03.1930 — 18.08.2001), предприниматель.
Дети — Этери Руслановна Мамилова (проживает в Германии), Зарема Руслановна Мамилова (проживает в России, г. Москва), Тамара Руслановна Мамилова (проживает в Казахстане, г. Алматы).

## Галерея

Памятник пожарным. 2012 год (после реставрации)
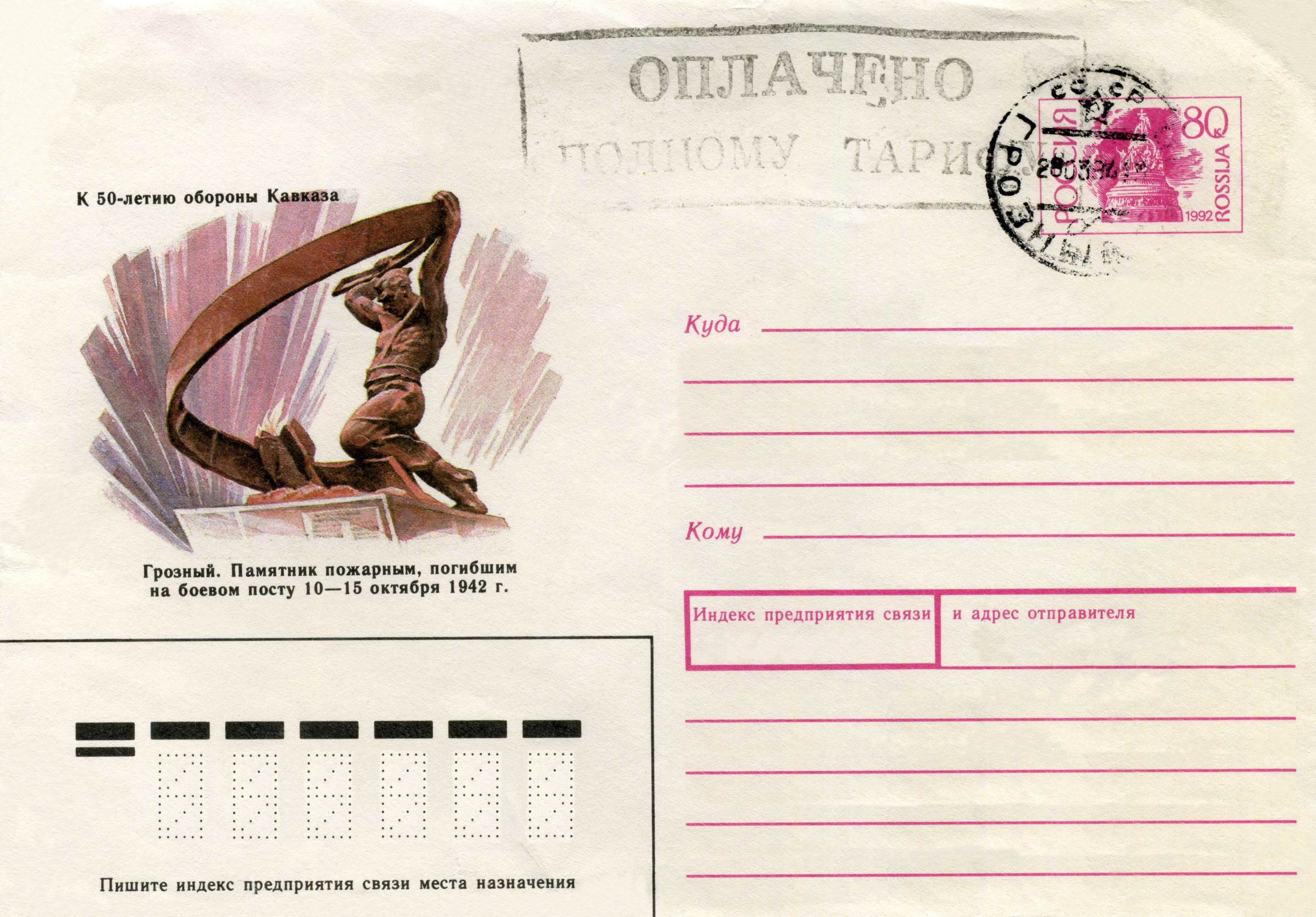
Почтовый конверт СССР с изображением памятника пожарным
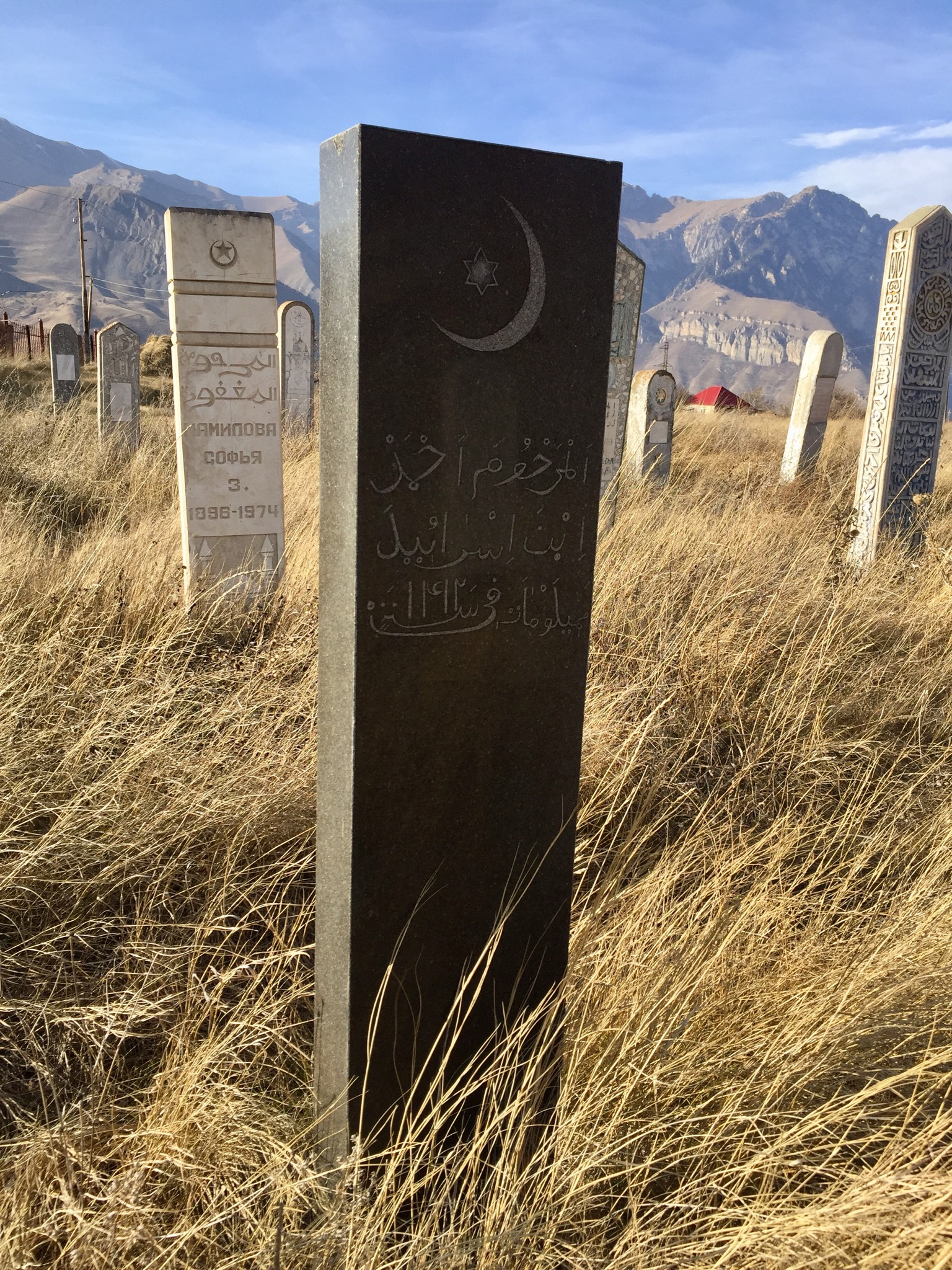
Могила Р. И. Мамилова на родовом кладбище тайпа Мамиловых в селе Эзми

## Память
В селе Джейрах Республики Ингушетия в честь Руслана Мамилова названа одна из улиц. Там же функционирует открытый в 2005 году дом-музей Руслана Мамилова.